# Philippe Barbaud
Pour les articles homonymes, voir Barbaud.
Philippe Barbaud est un linguiste québécois né à Paris en 1940.

## Biographie
Il obtient une licence en lettres de l'Université de Montréal en 1965, une maîtrise en linguistique en 1970 à la même université et reçoit son  doctorat en linguistique de l'université Paris-VIII (Vincennes) en 1974. Sa thèse de doctorat, sous la direction de Richard S. Kayne, s'intitule Constructions superlatives et structures apparentées. Il a commencé sa carrière en 1963 comme professeur de français au secondaire puis à l'École normale Ville-Marie (Montréal) avant d'obtenir un poste de professeur-chercheur à l'Université du Québec à Montréal dès la fondation de celle-ci en 1969. Il a pris sa retraite de la même université en 1999.
Au cours de sa carrière, il a rempli plusieurs mandats à la direction du département de linguistique de l'UQAM ainsi qu'à la Revue québécoise de linguistique pendant six ans. De 1984 à 1986, il a tenu une chronique de langage hebdomadaire dans le quotidien La Presse Plus, dont la majorité forme le contenu d'un livre publié en 1987. Il a aussi été élu  membre du Bureau des Gouverneurs de l'Université du Québec (siège social) pendant deux ans, lauréat du Québec au poste de directeur de recherche à l'École des Hautes Études en Sciences Sociales de Paris en 1980 ainsi que négociateur syndical à deux reprises pour le compte du Syndicat des Professeurs et Professeures de l'UQAM.
Formé à l'école de la linguistique générativiste, ses travaux de recherche ont principalement été consacrés à la syntaxe du français,,,, à la morphologie de la composition lexicale, un sujet auquel est consacré un volumineux ouvrage, ainsi qu'au français du Québec,,,.
Son expertise a été requise dans de nombreuses causes juridiques relatives au risque de confusion lié aux marques de commerce
Il est surtout connu au Canada pour son hypothèse du « choc des patois » qui donna naissance au français québécois. Son dernier livre est consacré à la question fort débattue de l'origine du langage. Il y défend l'hypothèse que l'émergence de la pensée symbolique, spécifiquement attribuable à la maîtrise graduelle de la parole, a entraîné dans la cognition de l'espèce Homo la mise en place  d'un système grammatical universel conditionné par la culture.